# Lycaugesia microzale
Lycaugesia microzale är en fjärilsart som beskrevs av Dyar 1914. Lycaugesia microzale ingår i släktet Lycaugesia och familjen nattflyn. Inga underarter finns listade i Catalogue of Life.